# Harry Potter i Plameni pehar
Harry Potter i Plameni pehar četvrta je od sedam knjiga spisateljice J. K. Rowling. 2000. godine knjiga je osvojila nagradu Hugo.

## Radnja
Po Harryja dolazi obitelj Weasley da bi prespavao ostatak ljetnih praznika kod njih te da prisustvuje Metlobojskom prvenstvu: Irci protiv Bugara. Na mjestu gdje se prvenstvo održavalo pojavi se tamni znamen, te to digne veliku uzbunu u svijetu čarobnjaštva, jer je upravo taj znak viđen zadnji put prije 14 godina, dok je Voldemort bio "živ". U školi Dumbledore najavi Tromagijski turnir u kojem se mogu natjecati samo učenici od 17 godina nadalje. Dobili su novog profesora iz Obrane od Mračnih sila, profesora Moodyja, također znanog kao „Divljookog Moodyja“. Na proglašenju natjecatelja na turniru "plameni pehar", koji odlučuje o tome tko se natječe, tko ne. Natjecatelji su bili: Viktor Krum iz Bugarske, ujedno i igrač za Bugarsku ekipu metloboja, Fleur Delacour, Francuskinja, Cedric Diggory, natjecatelj škole Hogwarts. Ali par sekundi nakon što je plameni pehar odlučio svoje, izbacio je i jedno drugo ime: Harry Potter. To je bio skandal da se Harry Potter, kao četrnaestogodišnjak, natječe u turniru. No ipak je odlučeno da se Harry mora natjecati.
Prvi zadatak bio je obračunati se sa zmajevima, svima je to pošlo za rukom, pa i Harryju. Drugi zadatak bio je pod vodom spasiti osobu koja je oduzeta natjecateljima, Harry je došao posljednji, no spasio je dvije osobe pa ga je to spasilo i bio je drugi u tom zadatku.  U trećem zadatku trebali su u labirintu doći do pokala, onaj tko dođe prvi je pobjednik. U labirintu bilo je svega, svakakvih bića i svakakvih kletvi. Cedric i Harry prvi su došli do pokala i odlučili ga primiti zajedno. To je zapravo bio putoključ, objekt koji te, kada ga primiš, odvede na neko odredište. Kada su oni to primili, odvelo ih je na groblje voldemortovog oca. Ondje je bio Voldemort i njegovi smrtonoše. Voldemort je zahvaljujući posebnom napitku,a najviše krvlju zatočenog Harryja Pottera ponovno postao tjelesan, spreman za osvetu i da vrati svoje podanike, takozvane smrtonoše. Ubili su Cedrica i Voldemort je krenuo ubiti Harryja, naime Harry je bio brži i dograbio se putoključa i vratio se u školu te su mu pljeskali, a Harry je plakao nad Cedricovim mrtvim tijelom. Otkrili su također da je Moody cijelo vrijeme bio zatočen u kovčegu, a da je njima poznat Moody bio zapravo smrtonoša, koji je pio višesokovni napitak da bi izgledao kao Moody.

## Posveta
Peteru Rowlingu. u znaku sjećanja na gospodina Ridleyja i Susan Sladden, koja je Harryju pomogla pobjeći iz ormara.

## Izdanja
U Hrvatskoj postoje tri izdanja knjige.

### Algoritam
Prva dva izdanja su Algoritmova s prijevodom Zlatka Crnkovića, prvo izdanje s tvrdim uvezom izdano je 2000. godine, a do 2017. su izašla 13 izdanja, dizajn korica bio je ilustratorice Mary GrandPré.
Drugo izdanje s mekim uvezom izdano je jedanput 2014. godine s dizajnom korica ilustratora Jonnyja Duddleja.

### Mozaik knjiga
Treće i novo izdanje je od Mozaik knjige, s pretprodajom je krenula 16. kolovoza 2023.
lustrator korica je Studio La Plage koji je povodom 25. godišnjice Harryja Pottera izdao skup prvih digitalnih naslovnica koje se globalno koriste u izdanjima E-knjiga i zvučnih knjiga.